# Augusto Riboty (nave da guerra)
L’Augusto Riboty è stato un esploratore leggero e successivamente un cacciatorpediniere della Regia Marina italiana. Prese il nome dall'ammiraglio Augusto Riboty (1816-1888), medaglia d'oro al valor militare nonché senatore e ministro del Regno d'Italia.

## Storia

### Prima guerra mondiale
Varato nel settembre 1916 e dislocato a Brindisi, partecipò attivamente alle operazioni della prima guerra mondiale nell'Adriatico.
Il 16 luglio 1917 uscì in mare unitamente al gemello Carlo Alberto Racchia per fornire appoggio a distanza ad un'azione di bombardamento contro Durazzo da parte di 18 aerei partiti da Brindisi e Valona.
Il 10 marzo 1918 appoggiò – con a bordo il comandante dell'operazione, contrammiraglio Biscaretti, ed insieme al capoclasse Mirabello, agli esploratori leggeri Poerio e Rossarol, ai cacciatorpediniere Giacinto Carini e Pilade Bronzetti ed alla squadriglia cacciatorpediniere francese «Casque» – un'azione dei MAS 99 e 100, trainati rispettivamente dai cacciatorpediniere Nievo e Mosto, contro il naviglio austriaco a Portorose: l'operazione, rimandata per via del maltempo, fu nuovamente interrotta il 16 marzo sempre per il tempo avverso e nuovamente l'8 aprile perché la ricognizione aerea aveva accertato che il porto di Portorose era vuoto.
Alle 18.10 del 12 maggio salpò da Brindisi insieme al Mirabello per supportare di nuovo un'azione dei MAS 99 e 100, trainati da Nievo e Bronzetti, nelle acque di Durazzo: il MAS 99 riuscì a centrare – alle 2.30 di notte del 13 – il piroscafo Bregenz, che colò a picco dopo qualche minuto (con la morte di 234 uomini), scatenando la violenta reazione austroungarica: tutte le navi rientrarono comunque indenni a Brindisi.
Il 4 novembre, salpato da Brindisi, diresse per Lagosta ove giunse, prendendo possesso dell'isola, alle due del pomeriggio di quel giorno.
Nel corso di tutto il primo conflitto mondiale il Riboty effettuò complessivamente 52 missioni di guerra, principalmente d'intercettazione di navi nemiche, appoggio ai MAS e posa di mine.

### Tra le due guerre
Dal 27 dicembre 1918 al 12 gennaio 1919 stazionò a Spalato per assistere la popolazione della città (specie la sua componente italiana) e documentarsi sulla situazione della Dalmazia, nell'atmosfera di odio etnico tra italiani e slavi che vide svilupparsi gli incidenti di Spalato. Secondo gli ordini impartiti dall'ammiraglio Enrico Millo, governatore della Dalmazia per la parte occupata dalle truppe italiane, il Riboty aveva il compito di proteggere l'elemento italiano locale, raccogliere informazioni sulla situazione nella Dalmazia centrale e fornire gratuitamente viveri ed assistenza alla popolazione di Spalato, per motivi dichiaratamente propagandistici filo-italiani.
L'arrivo della nave italiana il 27 dicembre – rimpiazzata a partire dal 12 gennaio 1919 dall'ariete torpediniere Puglia – irritò notevolmente le autorità jugoslave, e venne accolto da una manifestazione di protesta contro l'ormeggio. La situazione si mantenne sempre molto tesa, anche perché le truppe italiane a terra stavano lentamente prendendo possesso della Dalmazia promessa col patto di Londra, il cui confine passava relativamente vicino a Spalato. Come osservò il console Marcello Roddolo, in servizio sul Riboty, «le nostre truppe che occupano mano mano i confini dell'armistizio e perciò si avvicinano a Spalato fanno credere agli Jugoslavi prossima una nostra occupazione di quella terra, alla quale occupazione quasi certamente i reparti serbi si opporrebbero con le armi». In ogni caso il Riboty non venne coinvolto nella parte più significativa degli incidenti che avvennero dopo il suo rientro in Italia.
Negli anni venti fu sottoposto a lavori di modifica che videro la sostituzione del pezzo da 152/40 mm con uno da 102/35 Mod. 1914 e l'imbarco di 2 mitragliere Vickers-Armstrong QF 2 lb da 40 mm, nuovi idrofoni e due tramogge per bombe di profondità. Nel 1923, dal 17 maggio al 2 novembre fu al comando del capitano di vascello Giuseppe Cantù. In seguito, dal 4 novembre 1923 al 21 febbraio 1925, il Riboty fu al comando del capitano di vascello Umberto Bucci.
Nel 1938 fu declassato a cacciatorpediniere; era ormai vetusto, con una velocità massima scesa a 27 nodi e privo anche di una centrale di tiro. Stava per essere radiato, quanto l'Italia entrò nella seconda guerra mondiale.

### Seconda guerra mondiale
All'inizio della seconda guerra mondiale faceva parte della sezione cacciatorpediniere di base a Brindisi con il capoclasse Mirabello.
Operò principalmente in Adriatico meridionale e Ionio scortando convogli per l'Albania e la Grecia, ma successivamente operò anche nel Canale di Sicilia.
Il 27 settembre 1940, a Brindisi, ebbe una collisione, causata dall'oscuramento, con il cacciatorpediniere Zeno.
Il 5 ottobre salpò da Durazzo di scorta ai piroscafi Olimpia e Carnia; l'indomani il sommergibile HMS Triton silurò in posizione 41°06' N e 18°39' E, danneggiandolo, l’Olimpia.
Assegnato alle «Forze Speciali» destinate ad un previsto sbarco a Corfù, salpò il 31 ottobre insieme al resto di tale forza (il Mirabello, i vecchi incrociatori leggeri Bari e Taranto, le anziane torpediniere Curtatone, Monzambano, Castelfidardo e Calatafimi, Confienza, Solferino, Prestinari, Cantore, Fabrizi, Medici, Stocco, gli incrociatori ausiliari Ramb III, Capitano Cecchi, Lago Tana e Lago Zuai, 4 MAS della XIII Flottiglia e tre navi cisterna classe Sesia), ma l'indomani l'operazione fu annullata e le navi sbarcarono le truppe a Valona. Il Riboty tornò quindi alla sua attività di scorta.
Il 18 dicembre bombardò con le proprie artiglierie, unitamente agli incrociatori Raimondo Montecuccoli ed Eugenio di Savoia ed ai cacciatorpediniere Antonio Pigafetta, Nicoloso da Recco ed Emanuele Pessagno, le posizioni greche nei pressi di Corfù.
Il 1º marzo 1941 bombardò nuovamente posizioni costiere nemiche insieme alla torpediniera Andromeda.
Durante la scorta a convoglio ebbe tre occasioni di scontrarsi con sommergibili avversari: la prima il 18 luglio 1941, in Adriatico, la seconda il 5 agosto del medesimo anno nei pressi di Zante, la terza il 25 ottobre, ancora del 1941, al largo di Patrasso.
Nel 1942 fu sottoposto a lavori di rimodernamento che comportarono l'eliminazione di 2 pezzi da 102 e l'installazione di una mitragliera da 40. Nel 1943 venne nuovamente modificato: i cannoni da 102 furono ridotti a 4, le 3 mitragliere da 40 mm furono rimpiazzate da 6 da 20 mm e fu imbarcato un maggior numero di bombe di profondità.
Il 5 febbraio 1943 era di scorta alla pirocisterna Utilitas, carica di carburante, in rotta Taranto-Palermo, quando, intorno alle 7, il sommergibile britannico Turbulent silurò l’Utilitas, che s'inabissò al largo di Capo Zafferano (ad est di Palermo).
Alle 11.20 del 15 febbraio salpò da Palermo, al comando del tenente di vascello di complemento Nicola Ferrone, per scortare a Biserta i piroscafi Alcamo, Frosinone e Chieti insieme alle torpediniere Sirio e Monsone ed alle corvette Antilope e Gabbiano, ma otto ore dopo dovette invertire la rotta e dirigere per Trapani causa avarie ai motori (il resto del convoglio giunse indenne a destinazione nonostante un attacco di motosiluranti).
Il 3 aprile del medesimo anno, mentre era in navigazione nel Golfo di Taranto, fu attaccato da un sommergibile con il lancio di siluri: il Riboty evitò una delle armi, ma fu colpita e danneggiata la nave cisterna Regina.
Il 12 settembre 1943, di mattina, in seguito alla proclamazione dell'armistizio, salpò da Taranto insieme ai sommergibili Atropo, Jalea e Fratelli Bandiera e si consegnò agli Alleati a Malta il 13, nelle ore pomeridiane, ormeggiandosi a St. Paul’s Bay. Si trasferì poi nell'ormeggio maltese di Marsa Scirocco ed il 6 ottobre 1943 lasciò Malta insieme alle torpediniere Orione ed Ariete, a 6 sommergibili e 2 unità minori requisite per rientrare in Italia.
Durante la cobelligeranza (1943-1945) fu impiegato nella scorta di convogli statunitensi e nel trasporto di uomini e materiali alle corazzate Italia e Vittorio Veneto internate ai Laghi Amari.
Con 365 missioni di guerra e 70.350 miglia di navigazione, il Riboty fu il più attivo cacciatorpediniere italiano del secondo conflitto mondiale. Alla bandiera della nave, per onorare il suo continuo servizio in entrambe le guerre mondiali, fu conferita la Medaglia di bronzo al valor militare.
In base alle clausole del trattato di pace sarebbe dovuto andare all'Unione Sovietica, ma fu rifiutato perché vecchio ed ormai consunto dal lungo servizio.
Impiegato come pontone a Taranto e radiato nel febbraio 1950, fu avviato alla demolizione nell'anno successivo.